# Пипа (музыкальный инструмент)
Пи́па, также пипа́ (кит. упр. 琵琶, пиньинь pípá) — китайский 4-струнный щипковый музыкальный инструмент типа лютни. Один из самых распространённых и известных китайских музыкальных инструментов. Первые упоминания пипы в литературе относятся к III веку, первые изображения — к V веку. Однако прототипы пипы бытовали в Китае уже в конце III века до н. э. Название «пипа» связано со способом игры на инструменте: «пи» означает движение пальцев вниз по струнам, а «па» — обратное движение вверх.

## История

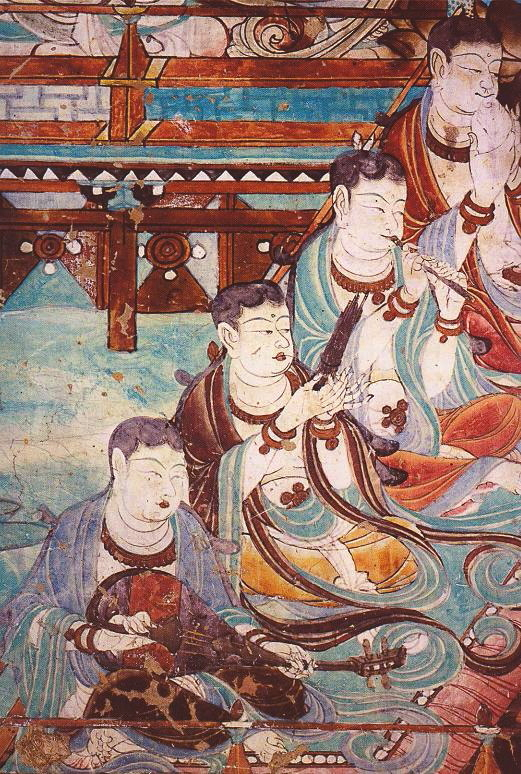
Музыканты, играющие в раю, Пещеры Юлин 25, Империя Тан

Существуют значительные разногласия по поводу происхождения инструмента пипа. Это может быть связано с тем, что слово «пипа» использовалось в древних текстах для описания разнообразных щипковых инструментов от династии Цинь до династии Тан, включая щипковые инструменты с длинными и короткими шейками. Также прибавляют разногласие различные истории, описанные в древних текстах о происхождении инструмента.
Одна из самых популярных и предпочитаемых традиционных китайских историй, связанных с пипой, рассказывает о принцессе Лю Сицзюнь (劉細君) во времена династии Хань. Она была послана во владение варварского царя Усуня с целью стать его женой. Тогда и была изобретена пипа, чтобы принцесса в дороге, сидя верхом на коне, могла играть и успокаивать свои чувства.
Самое раннее упоминание о пипе в китайских текстах появилось в конце династии Хань примерно во II веке нашей эры. Согласно словарю «Имён Восточной династии Хань» Лю Си, слово «пипа» может иметь звукоподражательное происхождение.
Современная наука предлагает возможное происхождение от персидского слова «барбат». Однако эти две теории не обязательно являются взаимоисключающими. Лю Си также отмечает, что инструмент имеет еще одно написание — пиба (批把; pībǎ).
В самых ранних текстах отмечено, что пипу изобрёл народ ху, не являющийся ханьским, живущий к северо-западу от древнего Китая.
Другой текст династии Хань также указывает на то, что в то время пипа была недавним пришельцем [7]. Хотя более поздние тексты династии Цзинь III века предполагают, что пипа существовала в Китае еще во времена династии Цинь (221—206 до н. э.).
Говорят, что инструмент под названием сяньтао (弦鼗), сделанный натягиванием струн на небольшой барабан с ручкой, играл для рабочих, которые строили Великую китайскую стену во времена поздней династии Цинь. Это, возможно, дало начало пипе династии Цинь, инструменту с прямой шейкой и круглой звуковой коробкой. Затем, он преобразовался в руан, инструмент по имени Руан Сиань, одного из Семи Мудрецов Бамбуковой Рощи, известного игрой на подобном инструменте.
Еще одним термином, найденном в древнем тексте, был циньханьцзы (秦漢子), возможно, похожий на циньскую пипу, но современные исследователи расходятся во мнениях на этот счёт.

## Устройство инструмента
Имеет деревянный грушевидный корпус без резонаторных отверстий и короткую шейку с наклеенным зубчатым грифом. Рёбра зубцов грифа образуют первые 4 неподвижных лада; остальные 13—14 ладов в виде узких деревянных планочек расположены на плоской верхней деке. Струны шёлковые (реже — металлические), крепятся при помощи колков и струнодержателя. Обычная длина инструмента — ок. 100 см, ширина 30—35 см.
Настройка — преимущественно A — d — e — a, диапазон — четыре октавы, имеет полный хроматический звукоряд.
На пипе играют сидя, оперев низ корпуса о колено, а шейку о левое плечо. Инструмент держат вертикально. Но на древних фресках есть изображения, где музыкант держит пипу горизонтально, как гитару. Звук извлекается плектром, но иногда и ногтем, которому придаётся специальная форма.
Пипа применяется как сольный, ансамблевый или оркестровый инструмент, а также для аккомпанемента пению и сопровождения декламации. В основном пипа входит в состав ансамблей традиционной музыки.
Пипа широко распространена в Центральном и Южном Китае. С VIII века известна также в Японии под названием бива. Бивы изготовляются различных размеров.
Подобный инструмент распространен также в Корее под названием танбипха. Вьетнамский вариант называется тыба.

## Список пипаистов
- Линь Ди
- Лю Фан